# Vic Echegoyen
Vic Echegoyen (Madrid, 1969) es una lingüista, intérprete y escritora española, autora de varias novelas históricas ambientadas en el Barroco y la Ilustración.

## Trayectoria profesional
Nacida en Madrid en 1969, desciende de una familia hispano-húngara de cineastas, músicos, pintores y escritores, entre los que se incluyen Sándor Márai e Imre Madách.
Tras estudiar periodismo trabajó durante unos años para la Agencia EFE, antes de orientar su carrera profesional hacia la lingüística. Domina varios idiomas (alemán, húngaro, francés, inglés, ruso e italiano) y es traductora e intérprete en varias organizaciones internacionales, actividad que compagina con la escritura y la pintura.

## Obras publicadas
- Diccionario de regionalismos de la lengua española (coautora) (Editorial Juventud, 1998).
- El lirio de fuego (Ediciones B, 2016), también publicada en Italia con el título Il giglio di fuoco (Sonzogno, 2017).
- La voz y la espada (Edhasa, 2020).
- Resurrecta (Edhasa, 2021), también publicada en Portugal con el título Ressurrecta (Penguin Random House/Suma de Letras, 2022).
- Sacamantecas (M.A.R. Editor, 2023)

## Premios y reconocimientos
- Finalista del IV Premio de Novela Fernando Lara por El lirio de fuego.[3]
- Finalista en 2021 del Premio Espartaco a la mejor novela histórica en español, otorgado por la Semana Negra de Gijón, por La Voz y la Espada.[4][5]
- Ganadora del Premio ODILO a Mejor Autora 2022 por Resurrecta, otorgado por la Asociación de la Semana de la Novela Histórica de Cartagena en su XXIII Edición
- Ganadora del Premio Wilkie Collins de Novela Negra 2023 por Sacamantecas, otorgado por M.A.R. Editor en su XII Edición